# Salzbergwerk Turda

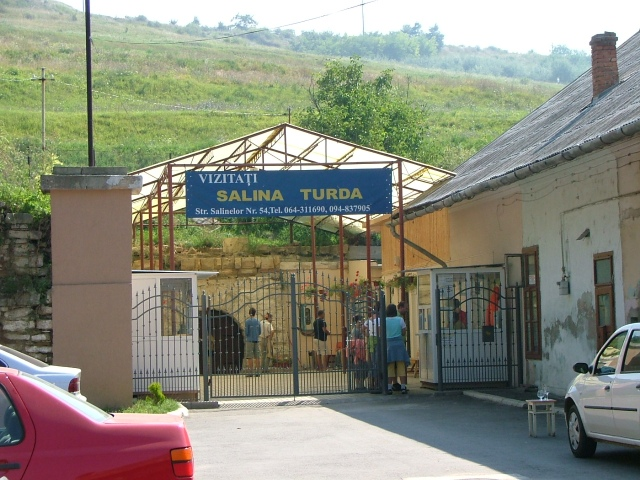
Mundloch des Franz-Josef-Stollens

Das Salzbergwerk Turda (rumänisch Salina Turda) in der nordwestrumänischen Stadt Turda (Thorenburg) im Kreis Cluj; ist eines der ältesten und bekanntesten Salzbergwerke in Siebenbürgen. Die Temperatur im Salzbergwerk liegt konstant bei 10–12 Grad Celsius.

## Geschichte
Bereits in römischer Zeit wurde hier und in der Umgebung Salz gewonnen. In einem Dokument einer ungarischen Kanzlei aus dem Jahr 1075 wird erstmals die Burg Turda als Zollstelle der Salzbergwerke und des Salzabbaus in Turda erwähnt. 1271 wird in einer Urkunde die Schenkung des Salzbergwerks an das Transsilvanische Kapitel erwähnt. 1690 begannen unter Habsburger Herrschaft die Arbeiten am heutigen Bergwerk. Bis 1862 wurde das Salz in den drei Stollen Josif, Teresia und Anton gewonnen. Später wurde die Gewinnung nach und nach eingestellt, weil das gewonnene Salz mit Lehm verunreinigt war und die Bergwerke in Ocna Dejului und Ocna Mureș an Bedeutung zunahmen. 1932 kam der Salzabbau gänzlich zum Erliegen.
Während des Zweiten Weltkrieges wurden die Stollen als Luftschutzbunker genutzt; nach dem Krieg dienten sie bis 1992 als Käselager und wurden schließlich zum Schaubergwerk mit Bergwerksmuseum ausgebaut.

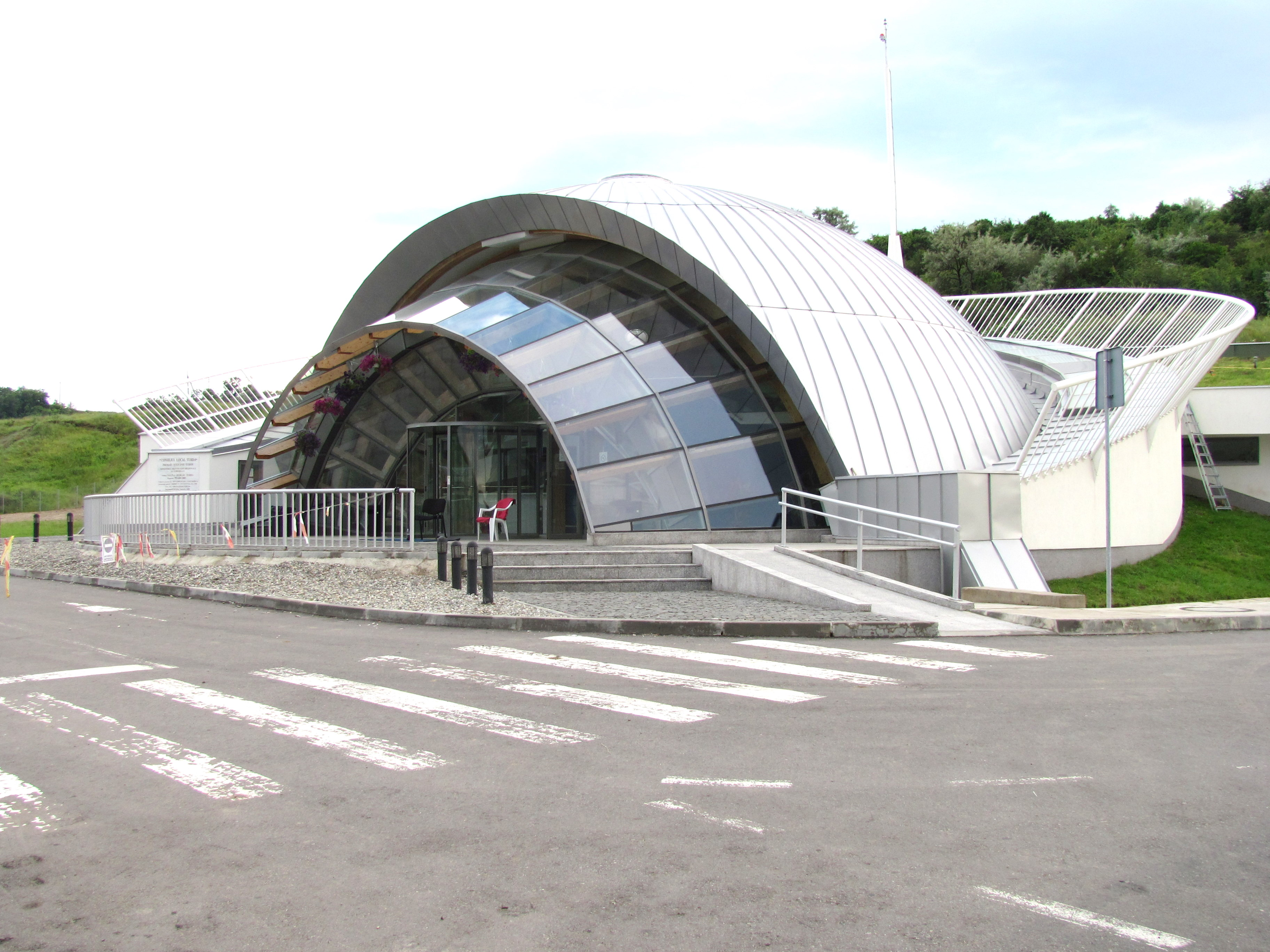
Eingang
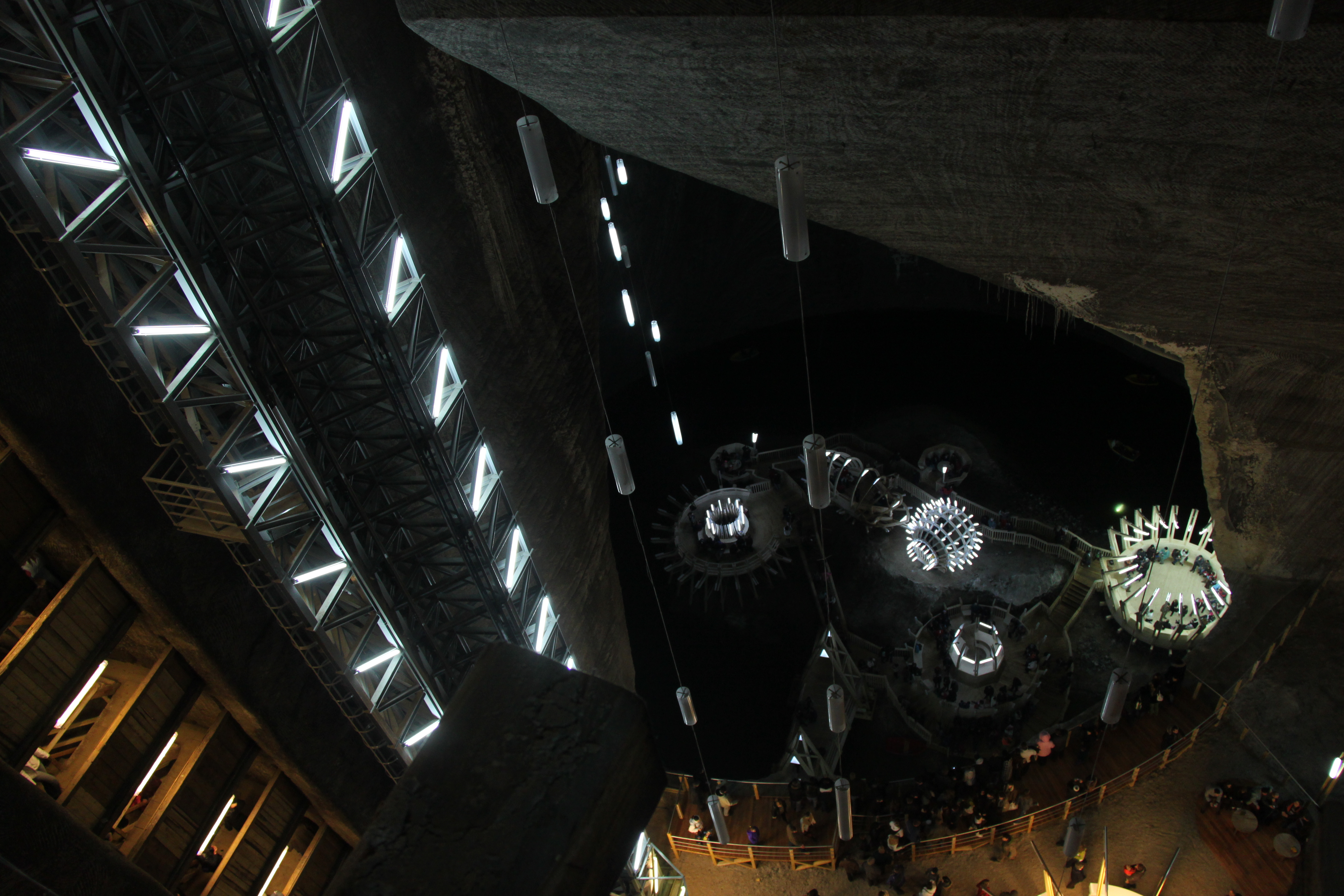
Verbindung zwischen den Stollen Rudolf und Tereza
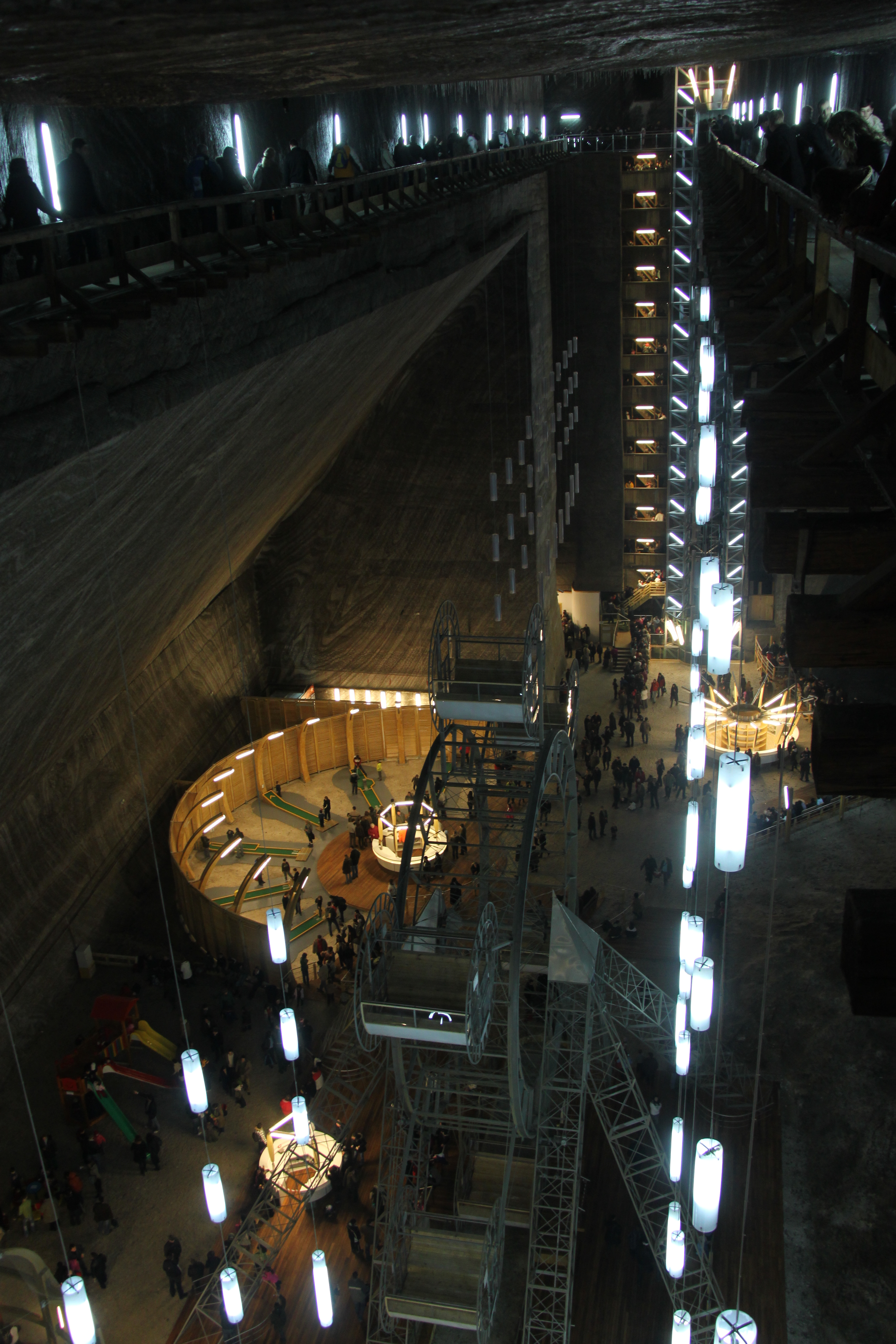
Rudolfstollen mit Riesenrad
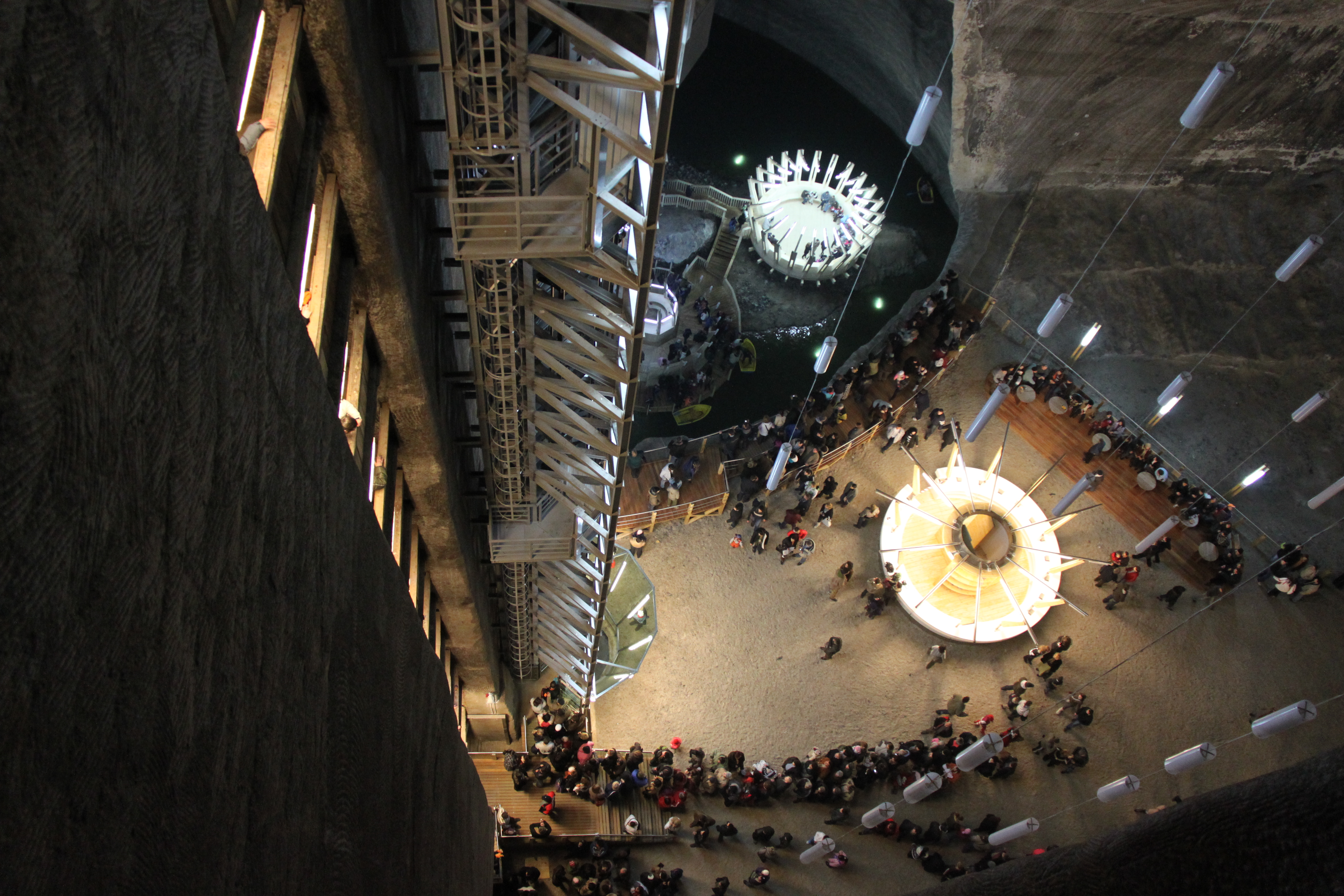
Rudolfstollen
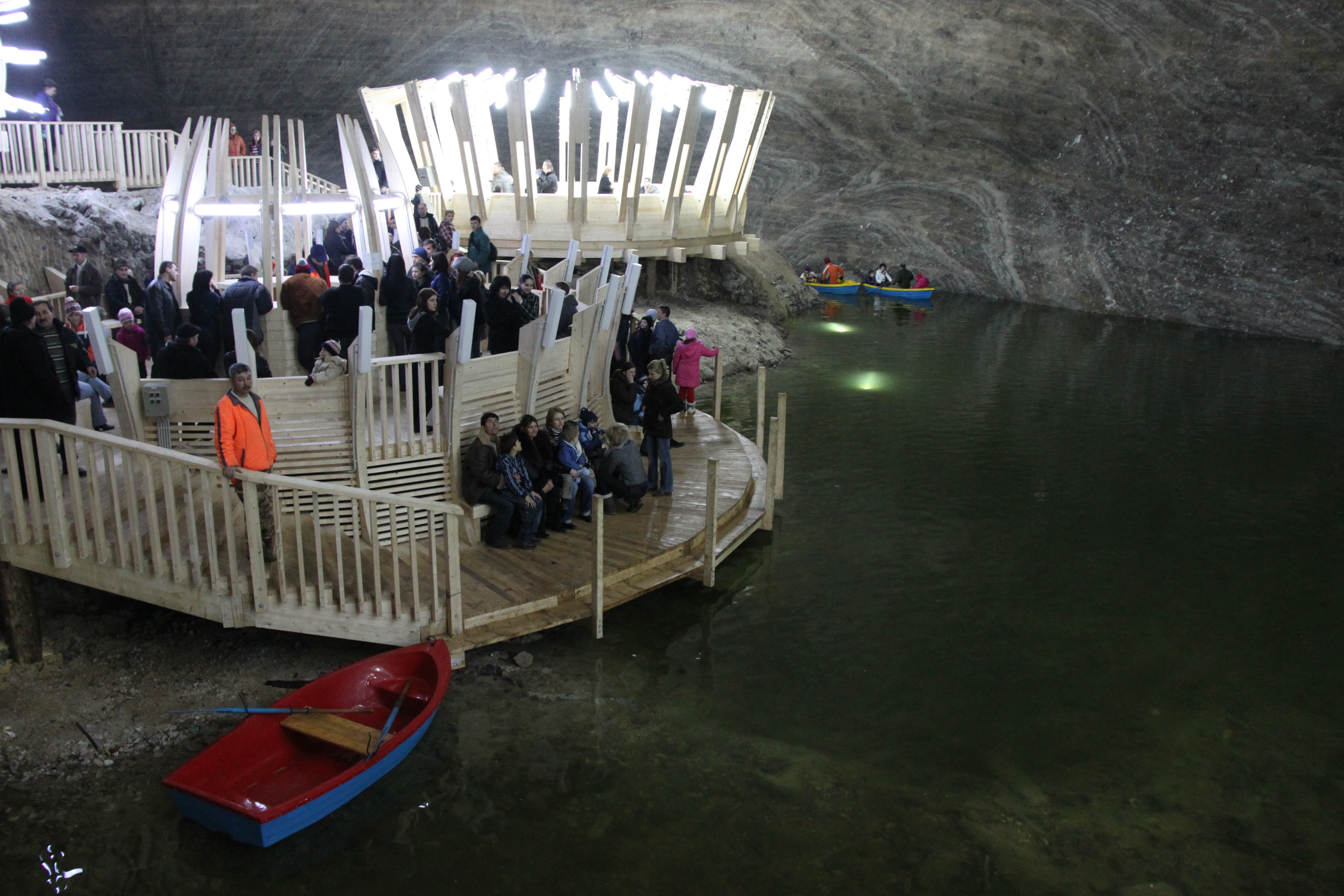
Bootsanlegestelle im Terezastollen
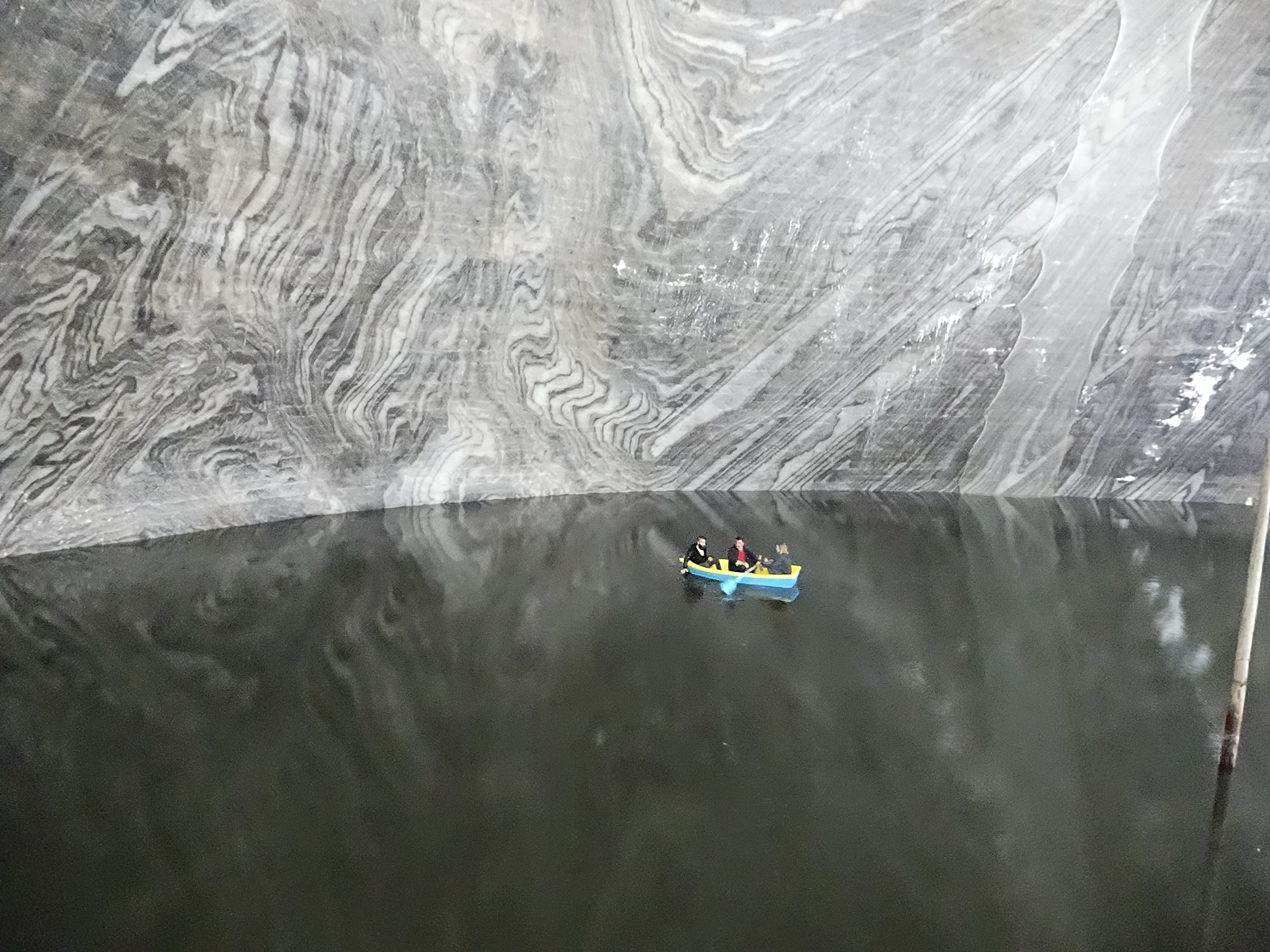
See im Terezastollen
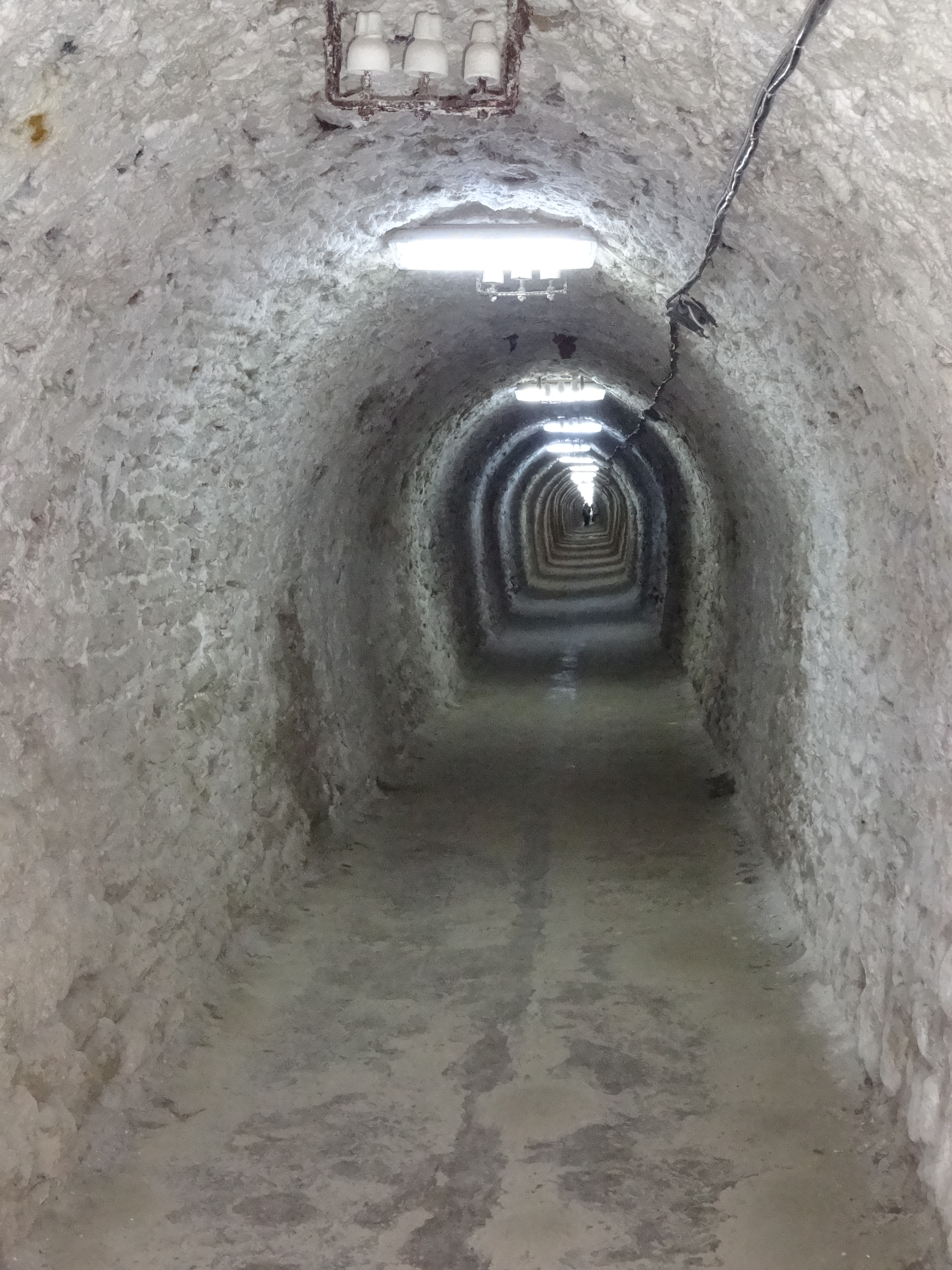
Franz-Josef-Stollen im Salzbergwerk

## Geologie
Die Lagerstätte des Steinsalzes wurde Ende der 1880er Jahre von Antal Koch zum Zwecke der geologischen Kartierung (Blatt Umgebungen von Torda) systematisch untersucht. Dabei konnte der oberflächennahe Umfang des Salzstockes erfasst werden, der nach damaliger Stratigraphie den „Mezőséger Schichten“, beiderseits des Turdaer Gebirgszuges, zugeordnet wurde. Entsprechend den Beschreibungen von Antal Koch ergab sich folgendes Bild: „Auf dem Gebiete östlich vom Tordaer Gebirgszuge, welches den westlichen Rand der Mezőség bildet, zeigen sich die Mezőséger Schichten in ihrer typischen Ausbildung. Vorherrschend ist der bläulichgraue, verwittert schmutzig bräunlichgelbliche, fein geschlemmte, schiefrige Thonmergel oder Tegel, welcher als sogenannter Salzthon den Tordaer Salzstock mantelförmig umhüllt, was auch in den Verflächungsverhältnissen der oberflächlichen Schichten deutlich zum Ausdruck gelangte.“ Die Lagerstätte bei Turda war nicht die einzige in der Umgebung des Ortes, vielmehr ziehen sich Steinsalzvorkommen bis in die Gegend von Klausenburg hin und verursachen naturgemäß eine hohe Salinität in den nahen Grundwasserkörpern. Antal Koch vermerkt dazu: „Die Verbreitung des Steinsalzes […], bei Kolos und Torda in mächtigen Lagerstöcken […], verräth sich an der Oberfläche durch die Vertheilung von Salzbrunnen, Salzquellen und Salzausbissen […]“